# خارزار (فريمان)
خارزار (بالفارسية: خارزار) هي قرية تقع في قسم قلندرآباد الريفي في إيران. يقدر عدد سكانها بـ 24 نسمة بحسب إحصاء 2016.